# Mihail Roco

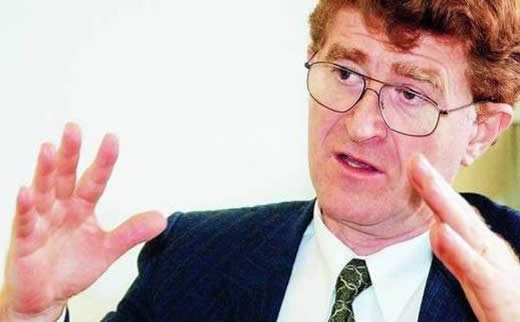
Mivail Roci, 2008.

Mihail Roco är initiativtagare till National Nanotechnology Initiatve, ett statligt program för forskning och utveckling inom nanoteknik i USA. Han är senior advisor för nanoteknik vid National Science Foundation (NSF), en oberoende myndighet som står för 20 % av alla statliga anslag som delas ut till grundforskning på amerikanska universitet och college.
Han var tidigare professor i mekanik och kemiteknik vid University of Kentucky.
Han har forskat på bland annat:
- Multifassystem
- Visualiseringstekniker
- Datorsimuleringar
- Nanopartiklar
- Nanosystem

Roco har för sina framsteg tagit emot många utmärkelser och priser. Han tilldelades år 1999 och 2004 titeln Årets ingenjör (engelska:  Engineer of the Year ) av U.S Society of Professional Engineers och NSF.
År 2007 tog han emot National Materials Advancement Award från the Federation of
Materials Societies för att han "som enskild person haft störst ansvar i världen för investeringar och stöd till nanotekniken från regering, industri och den akademiska världen". 
Roco innehar 13 patent, är medförfattare till 16 böcker och över 200 vetenskapliga artiklar.
Under hans ledning ökade de statliga investeringarna i nanoteknik från ca 3 miljoner dollar till ca 1,5 miljarder dollar 2005.

## Fotnoter
1. 1 2 3   http://www1.cnsi.ucla.edu/INC5/cv/RocoMikeCV.pdf
2. ↑   http://www.nsf.gov/about/
3. ↑   http://inc2.inc-conf.net/SpeakersFiles/SpeakerAbstractsBios/RocoBio.pdf